# Huang Beijia
Huang Beijia (xinès simplificat: 黄蓓佳, pinyin: Huáng Bèijiā; Rugao, Jiangsu, 1955) guionista i escriptora xinesa, especialment coneguda pels seus llibres infantils.

## Biografia
Huaqng Beijia va néixer el 27 de juny de 1955 a Rugao, a la província de Jiangsu. El seu pare i la seva mare eren mestres. Durant la Revolució Cultural, un cop havia finalitzat el batxillerat va ser enviada a una zona rural de la província de Jiangsu. El 1977, quan les universitats van reobrir, va ser admesa al departament de literatura xinesa de la Universitat de Pequín. A la Universitat va formar part de la Societat Literària del 4 de Maig i va ser responsable de la secció cultural de l'associació d'estudiants, organitzant activitats literàries i artístiques.
Durant un temps va treballar a l'Oficina d'Afers Exteriors de la província de Jiangsu.

#### Carrera literària
El 1973 va publicar els seus tres primers contes 补考 (Session de rattrapage), 雨巷同行 (La ruelle de la pluie) i 夜夜狂欢 (Griseries nocturnes).
Durant els anys 80, es va fer coneguda i popular entre els estudiants universitaris, per les seves obres on tractava els problemes dels intel·lectuals del moment i també sobre la masculinitat xinesa.
L'any 1996,va tornar a la literatura infantil amb una nova història que neix de la seva experiència personal 我要做好孩子: (Vull ser un bon nen petit); va tenir un èxit immediat, i li va fer guanyar una pluja de contractes. Tres anys més tard va publicar 今天我是升旗手 (Avui sóc jo qui aixeca la bandera) una altra història entre la moral tradicional i la sàtira del sistema educatiu, familiar i social.Tots dos textos s'han convertit en clàssics i apareixen als llibres de text escolars.
Els altres contes infantils de Huang Beijia tenen aquest mateix caràcter: tots dos modelats sobre els models didàctics del passat, però alhora subversius d'aquests mateixos models, amb un vessant de sàtira social que els converteix en textos tan interessants per a adults.només per a nens.
El 1984, es va convertir en escriptora professional de l'Associació d'Escriptors de Jiangsu. Actualment és membre del Comitè Nacional de l'Associació d'Escriptors Xinesos, vicepresidenta de l'Associació d'Escriptors de Jiangsu.
Entre nombrosos premis que ha rebut, cal destacar el Premi Jindong (20179 al millor llibre infantil per 童眸 (La mirada d'un nen).
L'any 2020 va ser nominada pel Premi Hans Christian Andersen.

## Obres destacades
| Any  | Títol xinès      | Títol anglès ó francès                       |
| ---- | ---------------- | -------------------------------------------- |
| 1981 | 雨巷             | Lane in the Rain                             |
| 1982 | 去年冬天在郊外   | Winter in the Outskirts                      |
| 1984 | 玫瑰房间         | Room of Roses                                |
| 1986 | 秋色宜人         | Tender is Autumn                             |
| 1987 | 街心花园         | Promenade Garden                             |
| 1989 | 阳台             | The Balcony                                  |
| 1990 | 美满家庭         | Perfect Family                               |
| 1994 | 派克式左轮       | The Parker Gun                               |
| 1995 | 玫瑰房间         | La chambre des roses                         |
| 1998 | 想象出婚姻的流程 | Un mariage imaginaire                        |
| 1999 | 今天我是升旗手   | Aujourd’hui c’est moi qui hisse les couleurs |
| 2001 | 目光一样透明     | Un regard tout aussi transparent             |
| 2003 | 没有名字的身体   | Un corps sans nom                            |
| 2006 | 亲亲我的妈妈     | Me faire aimer de mamaman                    |
| 2008 | 你是我的宝贝     | Tu es mon bébé adoré                         |
| 2010 | 5个8岁系列       | Série « A huit ans »                         |
| 2011 | 家人们           | Les gens de la famille                       |
| 2016 | 童眸             | Le regard d’un enfant                        |
| 2019 | 野蜂飞舞         | Flying Bumblebee                             |